# エイズ (菓子)

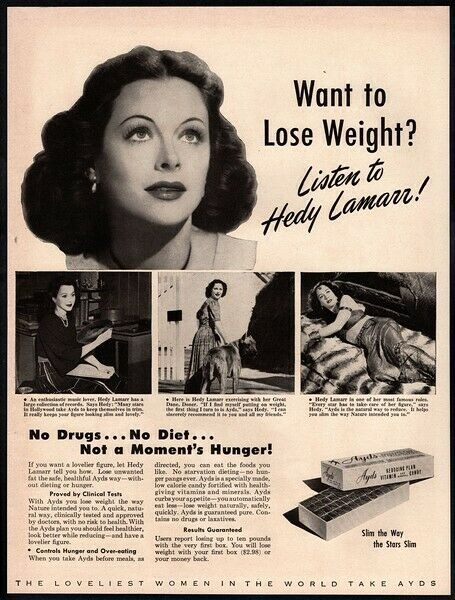
ヘディ・ラマーを採用した広告（1952年）

「エイズ」（Ayds） は「Ayds Reducing Plan Candy」 (Ayds は"aids"と同じ発音である) の商品名でかつて発売されていたダイエットキャンディ（食欲抑制剤）であり、アメリカでは1970年代から80年代の初頭にかけてよく売れていた。オリジナルの製造元はカーレイ・カンパニー(The Carlay Company)である。
日本では伊勢丹などで販売されていた時期がある。日本語文献では「エイド」と表記されたこともある。

## フレーバーと成分
「エイズ」のフレーバーには、チョコレート、チョコミント、バタースコッチ、キャラメルなどがあり、後にピーナッツバターも加わった。オリジナルのパッケージには「Ayds Reducing Plan vitamin and mineral Candy」というロゴがタイプされており、後に「appetite suppressant candy」（食欲抑制キャンディ）というロゴに変更された。サプリメントとしての有効成分はベンゾカインで、おそらく食欲を抑制するために味覚を感じにくくさせるためであるが、後に（ニューヨーク・タイムズが報じたところでは）キャンディの中身はフェニルプロパノールアミンに変更された。
ただし1944年、連邦取引委員会は、この商品を服用すれば「ダイエットもエクササイズもなしで、5日で10ポンド〔約4.5キログラム〕痩せる」とうたったカーレイ・コーポレーションの広告を問題視している。
| カーレイ社（シカゴ）ほか。いわゆるダイエット製品である「エイズ」は、当委員会の調査では、特定のビタミンとミネラルが添加されたキャラメル・キャンディに過ぎなかった。この製品の販売に関連して当該企業には、この製品を服用し当該企業の提供する減量計画に従えば、食事制限をすることなく過剰な体重を除去することができるという表現をもちいた広告の差し止めを命じる。 |

## 歴史
「エイズ」は、シカゴのカーレイ・カンパニーが発表した商品である。1937年を使用日(first use in commerce)として1946年に商標が登録された。
カーレイ・カンパニーは後にイリノイ州バタヴィアのカンパーナ・コーポレーション(Campana Corporation）の一部門に吸収される。その後、カンパーナは1956年にカンザスシティのアライドラボラトリーズ（Allied Laboratories）を買収し、さらにそのカンパーナがダウ・ケミカルによって買収される。当時の社長であったアーヴィング・ウィラード・クラルは、ダウ・ケミカルの社長も6か月弱つとめ、その間に1960年代のカンパーナのピュレックス（Purex）への売却を実行している。彼は、ピュレックスの副社長もつとめながら再びカンパーナの社長になり、それによりカンパーナは同社のカンパニーとして機能するようになった。そしてクラルは、「エイズ」のプロモーションのために、ボブ・ホープやその妻ドロレス・ホープ、タイロン・パワーのようなハリウッドや社交界の有名人を人脈として利用した。コスモポリタンの1956年11月の記事によると、この頃すでにクラルはダイエットのための「エイズ」服用をプロモートするために有名人やハリウッドのセレブの友人を大量にスカウトしていた。
1981年、ピュレックスは「エイズ」のネーミングに関する権利をジェフリー・マーティン社に譲渡した。ジェフリー・マーティンおよび同社の生産ライン（エイズのほかに睡眠薬なども手掛けていた）はデップ・コーポレーションに買収された。

## AIDSとの関係
1980年代半ばに、後天性免疫不全症候群であるAIDSが社会問題になると、この病気が「エイズ」と同じ発音であることや、AIDSが患者に急激な体重減少をもたらす（悪液質）疾患であるという事実もあいまって、ダイエットキャンディ「エイズ」の悪名が高まった。それでもすぐに売り上げに影響がでたわけではなかった。当時商品を販売していた会社の社長による1985年9月のインタビューでは、AIDSとの連想がうまれてから、売り上げはむしろ伸びたと語られている。1986年の初頭には別の役員が「この商品は発売されて45年近くになる。病気のほうの名前を変えたらいいのでは」という発言した記録が残っている。
1988年、すでに「エイズ」に関連する権利がデップ・コーポレーションに譲渡されている時期に、同社の経営陣から、AIDSに関する社会的な意識が高まったことで売上が50パーセントにまで落ちこんでいるため、新たな商品名を検討中であることがアナウンスされている。